# Мост Тиликум
Мост Тиликум — вантовый мост через реку Уилламетт в Портленде, штат Орегон, США. Он был разработан TriMet и региональными транспортными властями агломерации Портленда для оранжевой линии MAX — системы ЛРТ Портленда. Мостом пользуются городские автобусы и трамваи Портленда, а также велосипедисты, пешеходы и автомобили скорой помощи. Проезд личного транспорта и грузовых автомобилей запрещен. Это первый крупный мост в США, который был разработан для общественного транспорта, велосипедистов и пешеходов, без доступа для автомобилей.
Строительство началось в 2011 году. Мост был официально открыт 12 сентября 2015 года. В честь коренного населения Америки, мост был назван Тиликум (чинук. tillicum, буквально — люди). С 1973 года мост Тиликум был первым новым мостом через реку Уилламетт в столичном районе Портленда.

## Маршрут и функция
Мост Тиликум соединяет район Южной набережной и Центральный восточный район Портленда. В 21 веке эти две промышленные зоны превратились в смешанные жилые и коммерческие районы, растущее население которых нуждается в новом временном жилье. Считалось, что устаревшая дорожная инфраструктура неспособна справиться с трафиком, который мог возрасти при строительстве обычного автомобильного моста. Таким образом, основным обоснованием было: «прежде всего, в качестве переправы для системы ЛРТ».

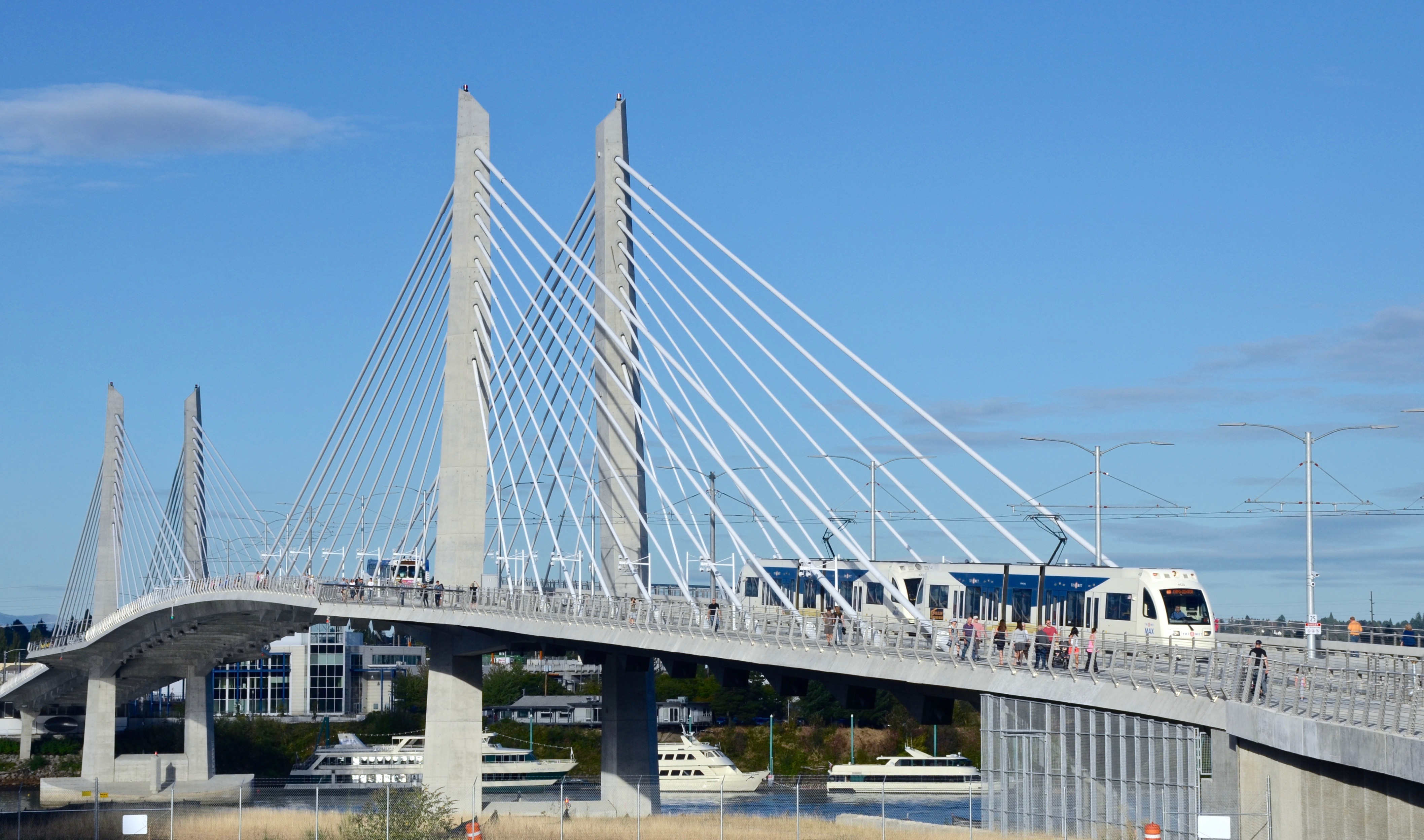
Мост Тиликум с западной стороны

Не смотря на то, что запланированная оранжевая линия MAX послужила стимулом для строительства моста, им пользуются автобусы TriMet, трамваи и машины скорой помощи, мост также открыт для велосипедистов и пешеходов. Проезд по мосту личных автомобилей запрещен. Перенаправление автобусных маршрутов TriMet на новый мост с более перегруженных переправ сократило время в пути для пассажиров на этих маршрутах. С обеих сторон моста проходят велосипедные и пешеходные дорожки шириной 4,3 м. Мост соединяет станцию OMSI на восточном берегу реки с новой станцией OHSU на западной стороне. OHSU является крупнейшим работодателем в городе, в то время как OMSI является одним из крупнейших туристических и образовательных центров города, а новый мост облегчает доступ обоих к региональной системе скоростного трамвая MAX.

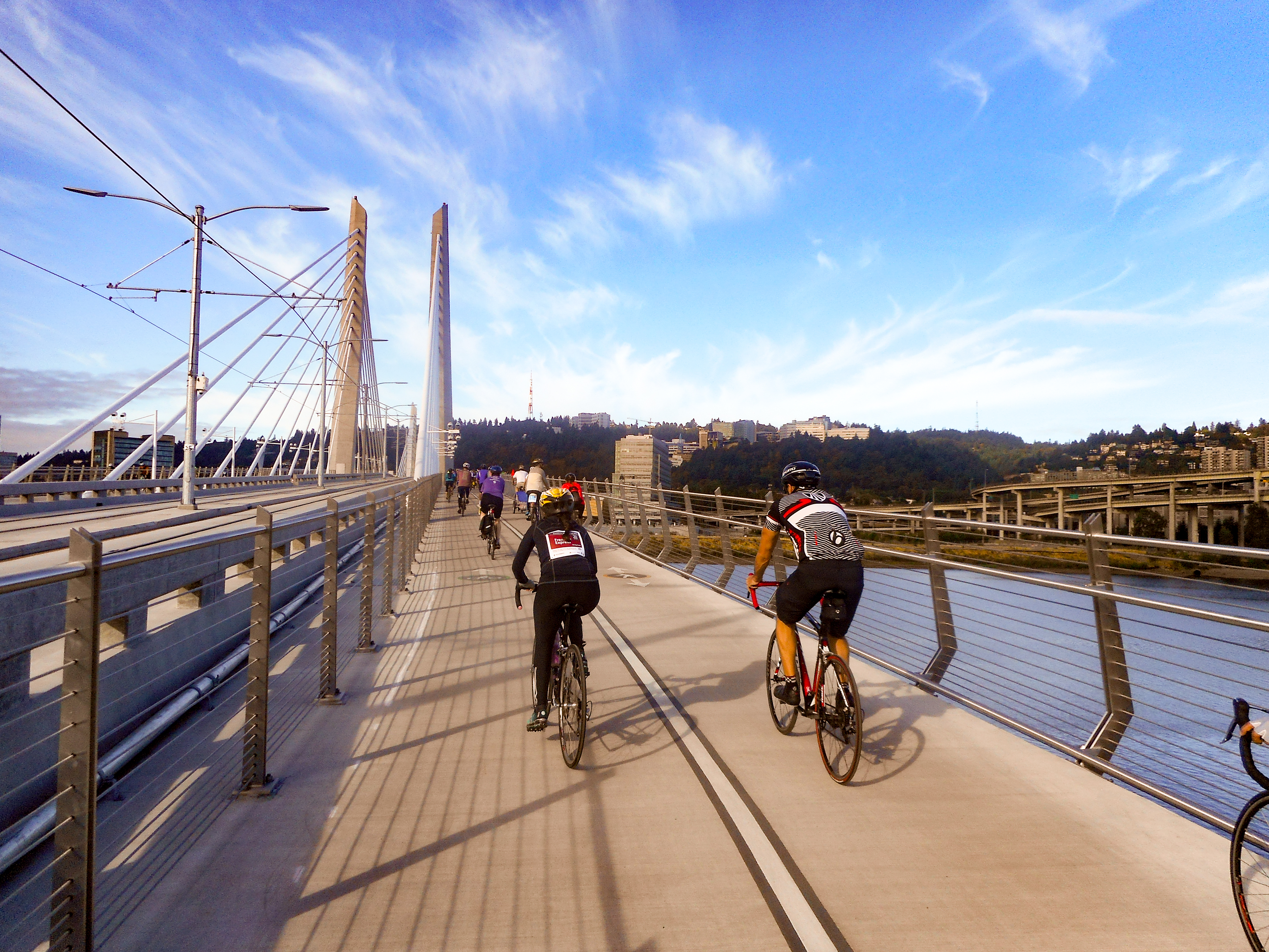
Велосипедисты во время проведения рекреационных мероприятий

## Дизайн
Первоначально городские планировщики ориентировались на три проекта: вантовый, балочный волновидной формы и арочный с ездой посередине , но проектный комитет в итоге рекомендовал комбинированный подвесной мост архитектора Мигеля Розалеса. Несмотря на рекомендацию, TriMet выбрала вантовый вариант от MacDonald Architects, чтобы снизить стоимость. Ранее бюро разрабатывало подобный участок во время замены восточного пролета моста между Сан-Франциско и Оклендом.

## Строительство

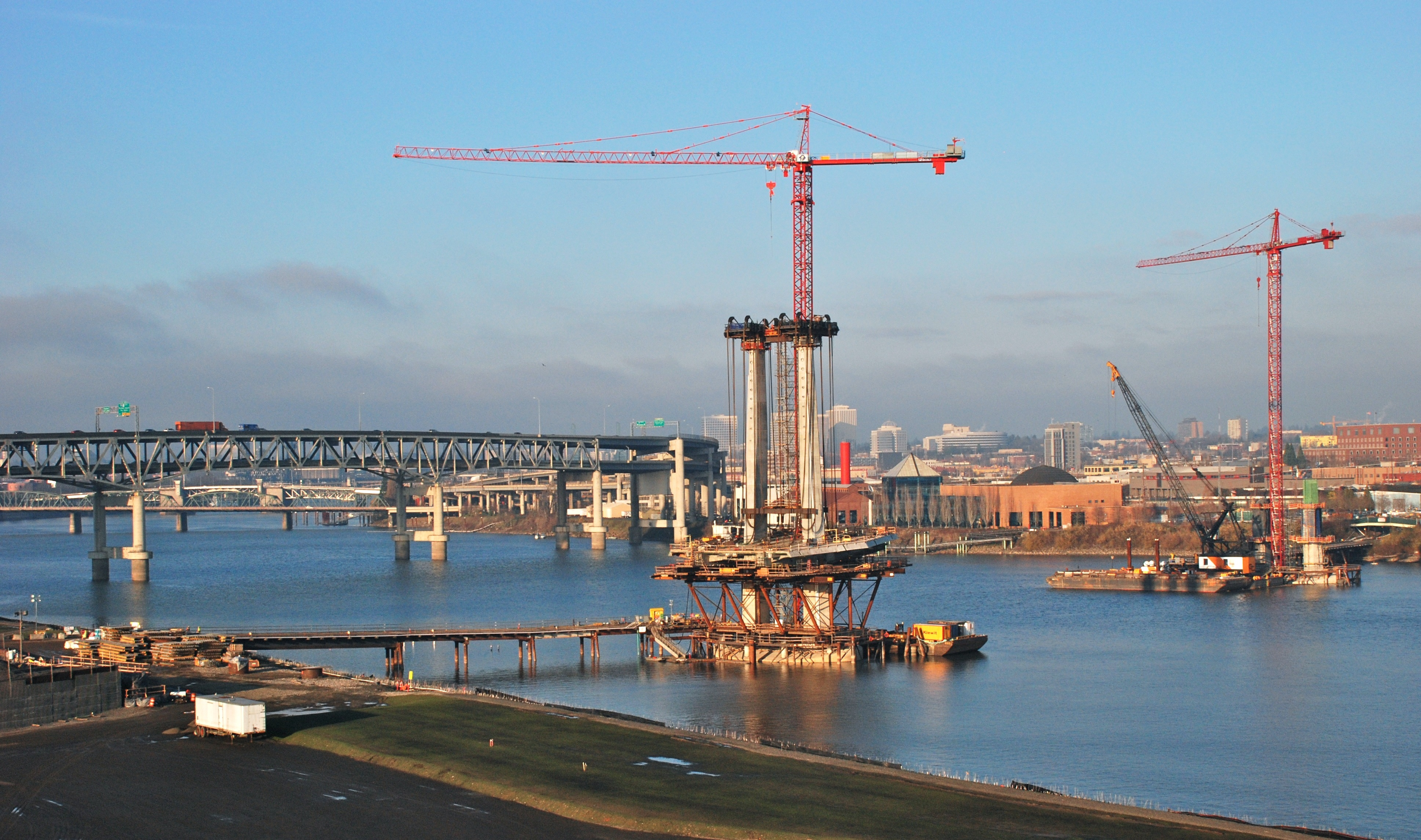
Строительство опор моста в январе 2013 года

В 2008 году проект получил необходимое одобрение городских Советов Портленда и Милуоки и Регионального правительственного агентства штата Орегон. TriMet одобрила контракт стоимостью 127 миллионов долларов на строительство моста в декабре 2010 года.
Стоимость возведения моста оценивалась в 134,6 млн долл. США. Финансирование производилось за счет федеральных грантов, доходов TriMet и лотереи Орегона. Строительство началось в июне 2011 года, завершение планировалось в 2014 году. После это последовали несколько месяцев работ по устройству трамвайных путей и другой инфраструктуры.
В рамках тестирования контактной сети подвижной состав MAX и трамваи впервые проехали по мосту 21 января 2015 года.

### Открытие

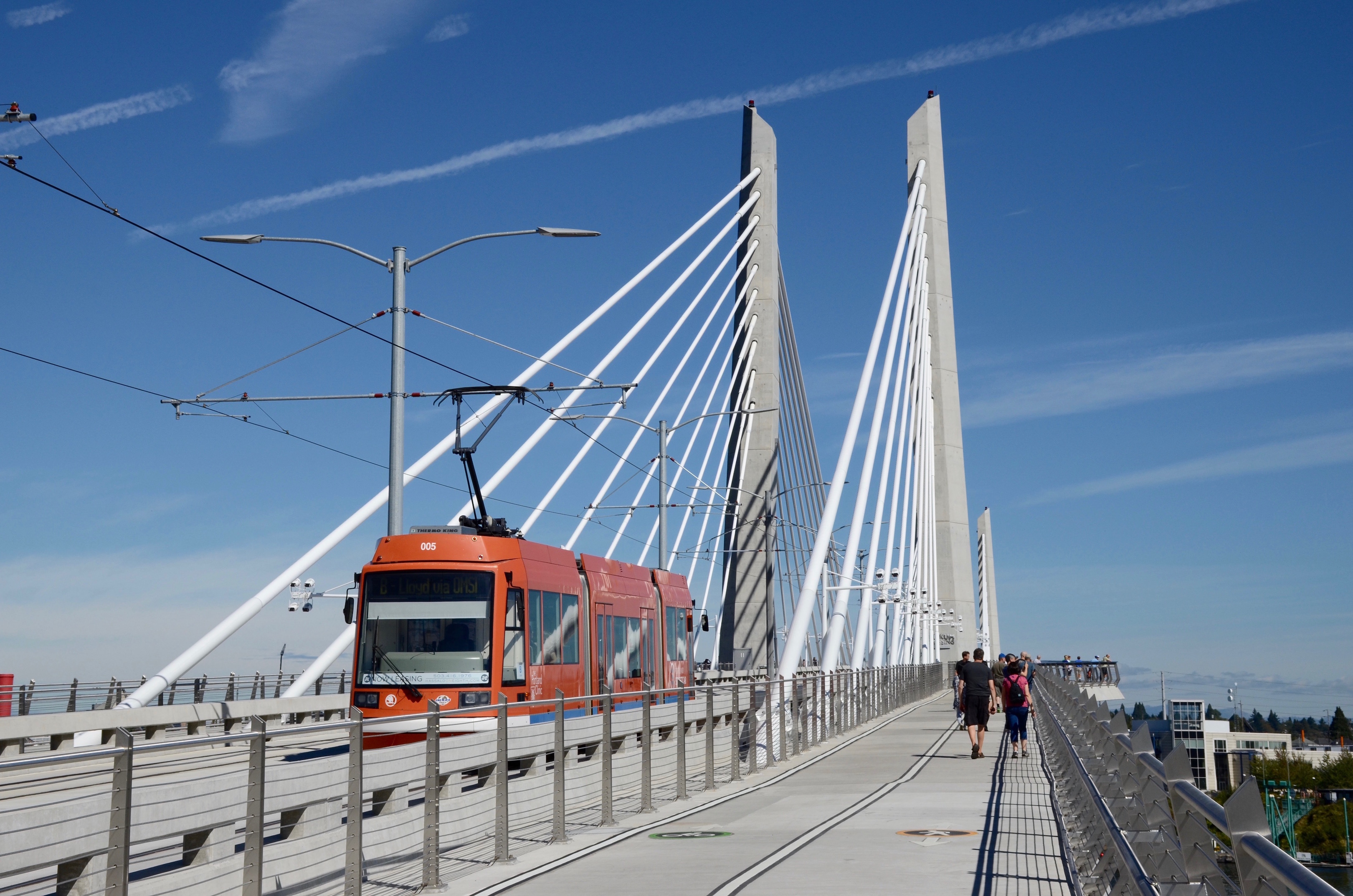
Хотя мост принадлежит TriMet, он также используется системой городского трамвая Портленда.

Мост был открыт для общего пользования 12 сентября 2015 года,